# Florian Sharworth
Florian Sharworth (2. června 1844, Frýdlant – 28. dubna 1904, ostrov Capri) byl český římskokatolický kněz německého původu a kanovník Metropolitní kapituly u sv. Víta v Praze.

## Život
Narodil se 2. června 1844 ve Frýdlantě.
Po studiu teologie byl v Praze 10. července 1870 vysvěcen na kněze. Od srpna začal působit jako kaplan v Plané. Roku 1871 se stal vychovatelem knížete Jana Lažanského kterým byl až do roku 1877. Ve stejné době působil jako katecheta národní dívčí školy na Smíchově (do roku 1878) a katecheta ústavu sester voršilek (do roku 1890).
Dne 6. listopadu 1890 byl zvolen kanovníkem metropolitní kapituly pro cathedra germanica a ve stejný rok byl 14. prosince instalován. Mezi funkce, které zastával jako kanovník, patřilo dále: děkan kostela svatého Apolináře (1897), canonicus senior (1898), canonicus cantor (1902) a canonicus custos (1903).
Dne 8. ledna 1891 se stal radou arcibiskupské konzistoře.
Zemřel 28. dubna 1904 při návštěvě ostrova Capri, kde je také pohřben.